# Edward Ludwig
Edward Irving Ludwig, zu Karrierebeginn Edward I. Luddy, geboren als Isidor Litwack, (* 7. Oktober 1899 in Balta, Russisches Kaiserreich, heute Ukraine; † 20. August 1982 in Santa Monica, Kalifornien, Vereinigte Staaten) war ein russischstämmiger, US-amerikanischer Filmregisseur und Drehbuchautor.

## Leben
Der gebürtige Isidor Litwack kam 1911 von Russland in die Vereinigten Staaten, wo er in Kalifornien am 28. Oktober 1931 um die Einbürgerung ersuchte. Zu diesem Zeitpunkt hatte er bereits seine Schulzeit in Kanada und New York hinter sich, bei der Produktionsfirma Vitagraph als Stummfilmschauspieler ein paar Dollar verdient und sich ab 1920 an der Erstellung von Storyvorlagen zu Drehbüchern sowie als Kurzfilmregisseur versucht. Seine Kurzfilme inszenierte Litwack unter dem Pseudonym Edward I. Luddy. 1932, dem Jahr, in dem Litwack unter dem Namen Edward Ludwig eingebürgert werden sollte, begann er seine eigentliche Karriere als Regisseur von längeren B-Filmen.
Bis zum Ausbruch des Zweiten Weltkriegs blieb Ludwigs Regie-Laufbahn weitgehend konturlos, erst mit seiner Inszenierung der Familiengeschichte Die Insel der Verlorenen machte Edward Ludwig 1940 erstmals ein wenig auf sich aufmerksam. Der Wahl-Kalifornier drehte fortan schnörkellose aber geradlinige Billigfilme; Abenteuergeschichten, Kriegsfilme und Männerstoffe, in denen er gelegentlich auch auf den A-Star John Wayne (Alarm im Pazifik, Im Banne der roten Hexe, Marihuana) zurückgreifen konnte. Bereits nach etwa anderthalb Jahrzehnten versandete Ludwigs Kinokarriere wieder; seine vorläufige Abschiedsvorstellung wurde 1957 der billige Tierhorror über amoklaufende Monsterskorpione The Black Scorpion.
Fortan fand Ludwig Beschäftigung beim Fernsehen. Bei den Serien The Restless Gun (1957–1959) mit John Payne in der Hauptrolle, mit dem Ludwig zuvor mehrfach in Kinofilmen zusammengearbeitet hatte, und Der Texaner  (1959/60) mit Rory Calhoun fand er regelmäßig Beschäftigung. Für den Calhoun-Western Stadt ohne Sheriff kehrte Ludwig 1963 letztmals zum Kinofilm zurück, 1966 begab er sich endgültig in den Ruhestand.

## Kinofilme
bis 1932 Kurzfilmregie, danach Langfilmregie
- 1920: Rocked to Sleep
- 1921: Rip Van Winkle
- 1922: The Man Who Waited
- 1924: Lost Control
- 1924: Paging Money
- 1924: Speed Boys
- 1924: Sweet Dreams
- 1924: Broadway Beauties
- 1925: My Baby Doll
- 1925: Just in Time
- 1925: So Long Bill
- 1925: Won by Law
- 1926: Flying Wheels
- 1926: Painless Pains
- 1926: Working Winnie
- 1927: Winnie Wakes Up
- 1927: Spuds
- 1927: Jake the Plumber
- 1928: Hollywood or Bust
- 1928: Fun in the Clouds
- 1929: Love and Sand
- 1929: At the Front
- 1931: Julius Sizzer
- 1931: The Messenger Boy
- 1932: Steady Company
- 1934: Let’s bei Rizzy
- 1934: Friends of Mr. Sweeney
- 1935: Age of Indiscretion
- 1935: Old Man Rhythm
- 1936: Fatal Lady
- 1936: Adventure in Manhattan
- 1937: Her Husband Lies
- 1937: Der letzte Gangster (The Last Gangster)
- 1938: That Certain Age
- 1939: Coast Gard
- 1940: Die Insel der Verlorenen (Swiss Family Robinson)
- 1941: The Man Who Lost Himself
- 1942: Born to Sing
- 1943: They Came to Blow Up America
- 1943: Bomber’s Moon
- 1944: Alarm im Pazifik (The Fighting Seabees)
- 1944: Three Is a Family
- 1947: Brennende Grenze (The Fabulous Texan)
- 1948: Im Banne der roten Hexe (Wake of the Red Witch)
- 1949: Die Todeskurve (The Big Wheel)
- 1951: Piraten von Macao (Smuggler‘s Island)
- 1952: An der Spitze der Apachen (The Half-Breed) (ungenannt)
- 1952: Marihuana (Big Jim McLain)
- 1952: Flucht vor dem Feuer (The Blazing Forest)
- 1952: Die Geliebte des Korsaren (Caribbean)
- 1953: Geknechtet (The Vanquished)
- 1953: Sangaree
- 1954: Der Schatz der Jivaros (Jivaro)
- 1955: Insel der Leidenschaft (Flame of the Islands)
- 1957: The Black Scorpion
- 1963: Stadt ohne Sheriff (The Gun Hawk)